# Mikoszów
Mikoszów (deutsch Niklasdorf bei Strehlen, vormals Nicklasdorf) ist ein Ort in der Stadt- und Landgemeinde Strzelin (Strehlen) im Powiat Strzeliński (Kreis Strehlen) der Woiwodschaft Niederschlesien in Polen.

## Lage
Nachbarorte sind Karszów (Karschau) im Südwesten, Piotrowice (Peterwitz) im Nordwesten, Dobrogoszcz (Dobergast) im Süden, Pęcz (Pentsch) im Norden, Strzelin (Strehlen) im Osten und Gęsiniec (Hussinetz) im Südosten.

## Geschichte
„Nicolai villa“ wurde erstmals im Jahre 1373 erwähnt. Es gehörte von Anfang an zum piastischen Herzogtum Brieg, mit dem es  nach dem Tod des Herzogs Georg Wilhelm I. 1675 als erledigtes Lehen durch Heimfall an die Böhmen. Nach dem Ersten Schlesischen Krieg fiel Niklasdorf mit dem größten Teil Schlesiens an Preußen. In der Mitte des 18. Jahrhunderts erscheint Maria Catharina von Goldfuß geb. von Kindler († 1759), als Herrin auf Niklasdorf, die es von ihrem Vater Johann Balthasar von Kindler († 1735) erhalten hatte. 1783 gehörte es ihrer Tochter Sophia Elisabeth von Reppert, verwitwete von Radecke (1723–1799), Frau des preußischen Generalleutnants Heinrich Sebastian von Reppert. Damals bestand Niklasdorf aus einem Gutshof, fünf Bauern, 23 Feuerstellen und 148 Einwohnern. 1845 gehörte es einem Leutnant von Goldfus und bestand aus 42 Häusern, einem herrschaftlichen Schloss, einem herrschaftlichen Vorwerk, 292 überwiegend evangelischen Einwohnern (30 katholisch), evangelische Kirche zu St. Michael in Strehlen, einer evangelische Schule nur für den Ort mit einem Lehrer, katholischer Kirche zu Strehlen, einer Windmühle, einer Rossmühle, vier Baumwollwebstühlen, je einer Brauerei und Brennerei, vier Handwerkern und einem Höcker. Zur Gemeinde gehörte zudem ein Freigut. Die Landgemeinde Niklasdorf gehörte bis 1945 zum Landkreis Strehlen.
Als Folge des Zweiten Weltkriegs fiel Niklasdorf 1945 mit dem größten Teil Schlesiens an Polen. Nachfolgend wurde es in Mikoszów umbenannt. Die deutsche Bevölkerung wurde, soweit sie nicht schon vorher geflohen war, weitgehend vertrieben. Die neu angesiedelten Bewohner waren teilweise Zwangsumgesiedelte aus Ostpolen, das an die Sowjetunion gefallen war. Von 1975 bis 1998 gehörte Piotrowice zur Woiwodschaft Breslau.